# Cisgénero
Cisgénero o cisexual (en ocasiones abreviado como cis) hace referencia a una persona cuya identidad de género y sexo asignado al nacer son coincidentes. Se entiende como antónimo de transgénero. El prefijo cis- no es un acrónimo o abreviatura de otra palabra, sino que deriva del latín y significa de este lado. Acuñado en 1994, el vocablo «cisgénero» comenzó a añadirse a diferentes diccionarios en 2015 como resultado de los cambios en la forma de concebir el género en el discurso popular internacional.

## Origen
El neologismo fue introducido en 1991 por el psiquiatra y sexólogo alemán Volkmar Sigusch, cuando usó el neologismo «zissexuell» (cisexual) en una publicación revisada por pares. En su ensayo de 1998 The neosexual revolution —La revolución neosexual—, cita como origen del término a su artículo de 1991, publicado en dos partes, Die transsexuellen und unser nosomorpher blick —Los transexuales y nuestra visión nosomórfica—. Además lo utilizó en el título de un artículo publicado en 1995 Transsexueller wunsch und zissexuelle abwehr —Deseo transexual y defensa cisexual—.

## Etimología
El neologismo de forma cisgénero está compuesto por el prefijo de origen latino cis- y por el vocablo género.
- El prefijo cis- significa: ‘de este lado’, ‘de aquí’.[16] Es antónimo al prefijo de origen latino trans- ‘a través’, ‘más allá’, ‘de un lado a otro’.
- El vocablo género proviene del latín gěnus, generis, a su vez del griego antiguo γἐνος /génos/ ‘género’, ‘origen’ y ambos de la raíz indoeuropea *gen~ ‘dar a luz’, ‘parir’, ‘engendrar’, ‘producir’.[17]

En el contexto de los estudios de género, cisgénero describe la concordancia entre el género, tal y como es entendido en la sociología, y el sexo.

## Usos

### Activismo social
Existen varios derivados de los términos cisgénero y cisexual, originados dentro del ámbito de los estudios de género, que han sido tomados prestados por varios activistas sociales angloparlantes de los Estados Unidos dentro de su lenguaje corriente. Estas palabras incluyen «cis male» (cismasculino) para «varón asignado al nacer», «cis female» (cisfeminino) para «hembra asignada al nacer», análogamente «cis man» (cishombre) y «cis woman» (cismujer); y cissexism (cisexismo) y sexual assumption (presunción sexual). Además, en un estudio publicado en el Journal of the International AIDS Society [Revista de la Sociedad Internacional del Sida] de Canadá, utilizó el término cisnormativity (cisnormatividad) como símil a la heteronormatividad de los estudios sobre diversidad sexual. Un adjetivo relacionado es géneronormativo porque, como escribe el doctor en filosofía en estudios de género y sexualidad, estudios sobre gais, lesbianas y transgénero, Eli R. Green; es usado cisgendered (cisgenerado), en lugar de las común «gender normative» (normativa de género); para referirse a personas que no se identifican con una experiencia diversa de género, sin imponer la existencia de una expresión normativa de género. Es por esto que cisgender es preferible porque, a diferencia del término géneronormativo, no implica que las identidades transgénero sean anormales.
La escritora, artista de spoken word, bisexual, transgénero activista y bióloga estadounidense Julia Serano, definió a los cisexuales como «personas que no son transexuales y que solo han experimentado la sincronía entre sus sexos físicos y mentes», mientras que cisgénero es un término un poco más estrecho para aquellos que no se identifican como transexuales, la cual es una categoría cultural más grande que la más clínica transexual. Para la australiana Jessica Cadwallader, doctora en filosofía en estudios críticos y culturales, cissexual (cisexual) es «una forma de llamar la atención sobre la norma social no marcada, contra la cual se identifica una persona transgénero, en la que ésta siente que su identidad de género coincide con su cuerpo y sexo.
Los términos cisgender (cisgénero) y cissexual (cisexual) fueron utilizados en un artículo de 2006 publicado en el Journal of lesbian studies [Revista de estudios lésbicos] y también en el 2007, en el libro Whipping girl [La azotadora], de Serano, después de lo cual el término ganó cierta popularidad entre los activistas y académicos de habla inglesa. Jillana Enteen escribió en su libro Virtual English: queer internets and digital creolization [Inglés virtual: las internets queer y la criollización digital], publicado en el 2009, que cissexual (cisexual) «tiene la intención de mostrar que hay supuestos incrustados y codificados al suponer esta conformindad sin fisuras».
Serano también usa el término cisexismo y lo define como «la creencia de que los géneros identificados como transexuales son inferiores o menos auténticos que los de los cisexuales». En el 2010, el término privilegio cisgénero apareció en la literatura académica definido como: «el conjunto de ventajas no devengadas que tienen los individuos que se identifican con el sexo  que se les asignó al nacer; dichas ventajas se deben únicamente a que tienen una identidad cisgénero».
En el gremio académico psiquiátrico, el uso del término es importante para los estudios sobre transgénero desde 1990. De otra parte, algunos creen que el uso del término cisgénero, fuera de los estudios especializados, es simple corrección política.

## Críticas

### Desde el feminismo y estudios de género
Mimi Marinucci, en su libro Queer Feminism, escribe que el término "cisgénero" se introdujo para referirse a las personas que no son transgénero sin acudir a adjetivos como "biológico" o "regular", que inevitablemente implican que las personas trans son menos auténticas o naturales. Aunque la categoría ha sido generalmente aceptada, señala que ha sido considerada problemática por algunas personas que argumentan que se puede interpretar como una sugerencia de que lesbianas, gais o bisexuales no experimentan conflictos entre su propia identidad y expresión de género y entre las expectativas culturales con respecto a ellas. La feminista Krista Scott-Dixon aclaró en las notas a su análisis sobre salud pública para personas trans que el término "no-trans" es preferible a cisgénero ya que centra lo trans como la norma, y puede ofrecer más claridad a la persona promedio.

### Desde las organizaciones de intersexuales
Las personas intersexuales son aquellas que nacen con características sexuales físicas atípicas que pueden complicar la asignación sexual y pueden necesitar un tratamiento médico, a veces, imprescindible para evitar complicaciones a medio plazo, como el desarrollo de tumores. De acuerdo con el proyecto Interact Advocates for Intersex Youth Defensa recíproca por la juventud intersexual, el término cisgénero «puede llegar a ser confuso» en relación con las personas con condiciones intersexuales.
Hida Viloria, activista intersexual de la Intersex Campaign for Equality concluye que, las fallas lingüísticas del término cisgénero manifiestan las dificultades al emplear un modelo de sexo y género erróneamente binario para describir a los seres humanos. Igualmente, el empleo de la frase «sexo asignado al nacer» niega la existencia de la intersexualidad biológica y, por ende, a las personas intersexuales. El término cisgénero también esquiva el asunto de la mutilación genital realizada a los intersexuales. Viloria sugiere el uso del término «no transgénero» para las personas cuya identidad de género coincide con su sexo y «transgénero» para aquellos individuos en los que tal coincidencia no se presenta; pues son más precisas y no asignan de manera coercitiva la identidad de género y, además, se haría uso de un marco lingüístico «transgénero afirmativo» y centrado en lo transgénero. Finaliza su conclusión diciendo que la distinción entre personas que experimentan privilegios de género y entre quienes no, sugiere el uso de los términos «género normativo» y «variante de género», pues también son precisos y no asignan coercitivamente una identidad de género, por ejemplo: al usar el término «género normativo (variante)» las lesbianas podrán ser descritas con precisión como «variante de género» al examinar los privilegios de género y no quedar refundidas como cisgénero o transgénero.
La Intersex Human Rights Australia [Derechos humanos intersexuales Australia] argumenta que la mayoría de las personas intersexuales no son transgénero, por lo que el término es problemático debido a la experiencia particular de los intersexuales quienes experimentan un «tratamiento médico involuntario para imponer características sexuales arquetípicas».
El doctor Cary Gabriel Costello, intersexual y transexual masculino, profesor y defensor de los derechos de los transgénero e intersexuales; propuso el término «ipso gender» (ipsogénero) en lugar de cisgénero para las personas intersexuales que están de acuerdo con el sexo asignado médicamente.

### Libros

#### Activismo social
- Serano, Julia (2009). Whipping girl — A transsexual woman on sexism and the scapegoating of femininity [La azotadora — Sobre una mujer transexual en el sexismo y sobre el chivo expiatorio de la feminidad] (en inglés). Nueva York, Estados Unidos: Seal Press. ISBN 1580051545. OCLC 726734680.

- Marinucci, Mary (2010). Feminism is queer — The intimate connection between queer and feminist theory [El feminismo es raro — La conexión íntima entre la teoría queer y la feminista] (en inglés). Zed Books. ISBN 9781848134751. OCLC 738383967.

#### Estudios de género
- Volkmar, Sigusch (1992). Geschlechtswechsel [Cambio de género] (en alemán). Hamburgo, Alemania: Klein. ISBN 3922930077.

- Volkmar, Sigusch (2005). Neosexualitäten — Über den kulturellen Wandel von liebe und perversion [Neosexaulidades — Sobre el cambio cultural de amor y perversión] (en alemán). Frankfur am Main, Alemania; Nueva York, Estados Unidos: Campus. ISBN 3-593-37724-1. OCLC 654328450.

- Gregoire, Jocelyn; Jungers, Christin M. (2007). The counselor's companion — What every beginning counselor needs to know [El acompañante del consejero — Lo que todo consejero principiante necesita saber] (en inglés). Mahwah, Nueva Jersey: Lawrence Erlbaum Associates. ISBN 0805856838. OCLC 71552208.

- Enteen, Juliana (2009). Virtual English: queer internets and digital creolization [Inglés virtual: queers de internet y criollización digital] (en inglés). Nueva York, Estados Unidos: Taylor & Francis. ISBN 9780415977241.

- Sullivan, Nikki; Murray, Samantha (2009). Somatechnics : queering the technologisation of bodies [Somatécnicas: «desviando» la tecnologización de los cuerpos] (en inglés). Surrey, Inglaterra: Ashgate Publishing. ISBN 0-7546-7530-0.

- Anderson, Sharon K.; Middleton, Valerie A. (2011). Explorations in diversity — Examining privilege and oppression in a multicultural society [Exploraciones en la diversidad — Examinando el privilegio y la opresión en una sociedad multicultural] (en inglés) (2.a edición). Belmont, California, Estados Unidos: Brooks/Cole. ISBN 9780840032157. OCLC 641676888.

- Gates, Gary J. (2011). How many people are lesbian, gay, bisexual, and transgender? [¿Cuántas personas son lesbianas, gays, bisexuales y transexuales?] (pdf) (en inglés). Los Ángeles, California, EE.UU.: The Williams Institute, UCLA School of Law. Archivado desde el original el 21 de marzo de 2019. Consultado el 11 de marzo de 2018.

#### Psicología
- Dreger, Alice Domurat (2003). Hermaphrodites and the medical invention of sex [Hermafroditas y la invención médica del sexo] (en inglés) (4. a edición). Cambridge, Massachussetts, Estados Unidos: Harvad University Press. ISBN 0674001893. OCLC 254768449.

### Publicaciones científicas

#### Estudios de género
- Volkmar, Sigusch (1995). «Transsexueller wunsch und zissexuelle abwehr» [Deseo transexual y defensa cisexual]. Psyche (en alemán). Vol. 49 (9-10): 811-837. PMID 7480808.

- Volkmar, Sigusch (1998). «The neosexual revolution» [La revolución neosexual]. Archives of sexual behavior (en inglés). Vol. 27 (No. 4): 331-359. PMID 9681118. doi:10.1023/A:1018715525493.

- Green, Eli R. (2006). «Debating trans inclusion in the feminist movement» [El debate sobre la inclusión de las transgénero en el movimiento feminista]. Journa of lesbian studies (en inglés). Vol. 10, 2006 (No. 1-2): 231-348. doi:10.1300/j155v10n01_12.

- Schilt, Kristen; Westbrook, Laurel (2009). «Doing Gender, doing heteronormativity — “Gender normals”, transgender people, and the social maintenance of heterosexuality» [Haciendo género, haciendo heteronormatividad — «Normas de género», personas transgénero y el mantenimiento social de la heterosexualidad]. SAGE Journals. Genger & society (en inglés). Vol. 23 (No. 4): 440-464. doi:10.1177/0891243209340034. 12 de marzo de 2018.

- Ou Jin Lee, Edward; Brotman, Shari (2011). «Identity, refugeeness, belonging: experiences of sexual minority refugees in Canada» [Identidad, refugio, pertenencia: Experiencias de refugiados de minorías sexuales en Canadá]. Canadian review of sociology (en inglés). Vol. 48 (NO. 3). doi:10.1111/j.1755-618X.2011.01265.x.

- Logie, Carmen H.; James, Llana; Tharao, Wangari; Loutfy, Mona (2012). «“We don't exist”: a qualitative study of marginalization experienced by HIV-positive lesbian, bisexual, queer and transgender women in Toronto, Canada» [«No existimos»: un estudio cualitativo de la marginación experimentada por lesbianas, mujeres bisexuales, queer y transgénero VIH positivas en Toronto, Canadá]. Journal of the international AIDS society (en inglés). Vol 15 (No. 2). doi:10.7448/IAS.15.2.17392. 12 de marzo de 2018.

### Estudios sobre la mujer
- Scott-Dixon, Krista (2009). «Public health, private parts: a feminist public-health approach to trans issues» [Salud pública, partes privadas: un enfoque feminista de salud pública para los problemas de los transgénero]. Hypatia. A journal of feminist philosophy (en inglés). Vol. 24 (No. 3): 33-55. doi:10.1111/j.1527-2001.2009.01044.x.

### Psiquiatría
- Aultman, B. (1 de mayo de 2014). «Cisgender» [Cisgénero]. Transgender studies quuarterly (en inglés) (Duke University Press). Vol. 1 (No. 1-2): 61-62. doi:10.1215/23289252-2399614.

- Tate, Charlotte Chucky; Bettergarcia, Jay N.; Brent, Lindsay M. (Marzo de 2015). «Re-assessing the role of gender-related cognitions for self-esteem — The importance of gender typicality for cisgender adults» [Revaluando la función de las cogniciones relacionadas con el género para la autoestima — La importancia de la tipicidad de género para los adultos cisgénero]. Sex Roles (en inglés) (Springer). Vol. 72 (No. 5-6): 221-236. doi:10.1007/s11199-015-0458-0.